# Radelbach
Der Radelbach ist ein etwa 7 Kilometer langes Fließgewässer der Rostocker Heide und besitzt ein annähernd 18 km² großes Einzugsgebiet.

## Verlauf
Das Gewässer entspringt in Rövershagen nahe der Bundesstraße 105 und wird aus verrohrten Entwässerungen und Ackerdrainagen gespeist und fließt innerhalb des Ortes westwärts parallel zur Graal-Müritzer-Straße und unterquert diese am Ortsausgang um weiterhin parallel der L221 in Richtung Westen zu fließen. In Niederhagen führt das Gewässerbett um einen Kreisverkehr der L22 und fließt weiter westwärts durch die bewaldete Rostocker Heide. Auf den letzten 1,5 km des Unterlaufs durchfließt der Radelbach bis zur Mündung in den Radelsee das Naturschutzgebiet Radelsee.

## Gewässermorphologie
Das Gewässer ist vom zuständigen Staatlichen Amt für Landwirtschaft und Umwelt Mittleres Mecklenburg als natürlich eingestuft. Es wird dabei dem Fließgewässertyp eines kiesgeprägten Tieflandbach zugeordnet.
Zur Umsetzung der Vorgaben der Wasserrahmenrichtlinie sind bereits verschiedene Maßnahmen zum Erreichen eines naturnahen Zustandes umgesetzt oder geplant. Insbesondere wurde der zuvor verrohrte Bereich zwischen Rövershagen und Niederhagen wieder geöffnet und dem Gewässer ein Entwicklungskorridor gegeben.

## Wasserwirtschaft
Der Radelbach ist nach Landeswassergesetz Mecklenburg-Vorpommern ein Gewässer zweiter Ordnung und damit fällt die Unterhaltung in die Zuständigkeit des Wasser- und Bodenverbandes „Untere Warnow-Küste“.
Das Gewässer dient insbesondere der Ortslage Rövershagen und den zufließenden Gräben als Entwässerungsachse. Des Weiteren wird er von der Kläranlage Rövershagen als Vorflut genutzt.

## Umwelt
Der Radelbach ist im Oberlauf stark durch Einträge aus landwirtschaftlicher Nutzung und dem Siedlungsgebiet von Rövershagen geprägt, während der Unterlauf sehr natürlich geprägt ist. Eine zusätzliche Punktquelle stellt die Kläranlage dar, welche sich bereits nahe am natürlich geprägten Abschnitt befindet. Insgesamt kommt es trotz vielzähliger Maßnahmen über viele Jahre zu keiner signifikanter Verbesserung des Zustandes. Das Gewässer befindet sich in einem schlechten ökologischen Zustand. Dies betrifft sowohl den chemischen und den ökologischen Zustand, als auch ihr Potential. Ein Erreichen eines guten ökologischen Zustands wird erst weit nach 2045 erwartet.

### Fauna
Der Zustand der Makrozoobenthos wird als schlecht beschrieben. Fische wurden nicht nachgewiesen. Dies ist insbesondere, trotz der erfolgten Renaturierung im Oberlauf, auf die weiterhin bestehende Belastung mit Schadstoffen und den hohen Konzentrationen an Phosphorverbindungen und Gesamtstickstoff zurückzuführen.

### Wasserqualität
Der Radelbach ist durch verschiedene Überschreitungen von Umweltqualitätsnormen geprägt. Im Bereich der Schadstoffe sind dies insbesondere Quecksilber, Cybutryn und Pentabromdiphenylether. Diese Belastungen stammen beispielsweise aus atmosphärischen Einträgen.
Bei den Nährstoffen stechen insbesondere eine sehr hohe Belastung durch Phosphorverbindungen auf, welche fast ausschließlich auf Einträge aus der Kläranlage Rövershagen zurückzuführen sind. Hierbei ist bemerkenswert, dass bezogen auf die Fläche des Einzugsgebiets der Radelbach die höchste Belastung an Phosphor aller Zuflüsse zurUnterwarnow besitzt. Zusätzlich werden auch für die Werte beim Gesamtstickstoff überschritten. Hier konnten in den vergangenen Jahren eine Reduzierung erreicht werden, die jedoch immer noch nicht ausreichend ist und wahrscheinlich auf die geringeren Abflüsse durch Trockenperioden zurückzuführen sind.